# Joseph Delattre

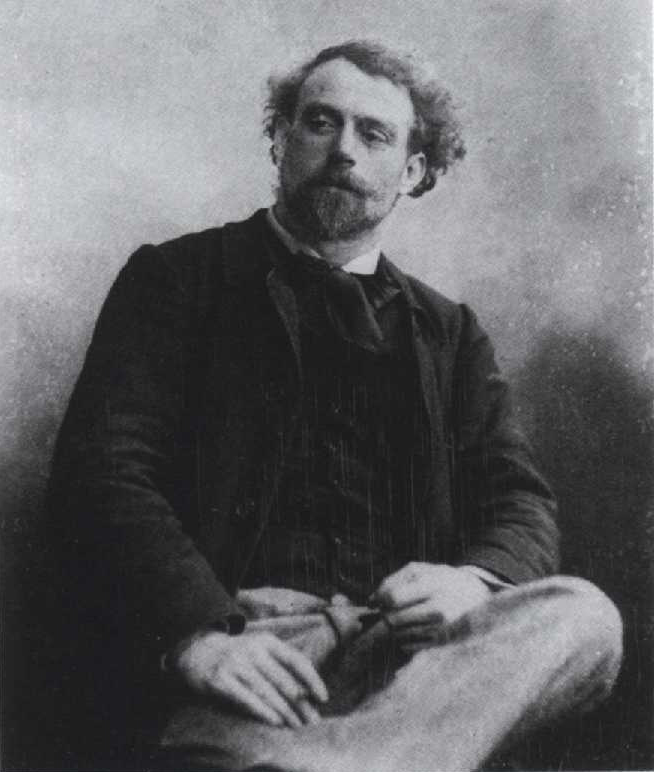

Joseph Delattre (* 20. August 1858 in Déville-lès-Rouen; † 6. August 1912 in Petit-Couronne) war ein Maler.
Er wurde als Sohn von Jean Patrice Delattre und Helvize Touzé geboren und gehörte zu den Hauptvertretern der École de Rouen.

## Leben

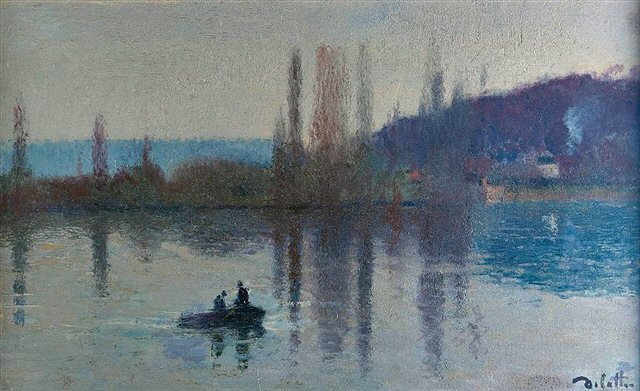

Die Familie Delattre ist flämischer Herkunft. Er hatte elf Geschwister, von denen sein Bruder Alfred Geistlicher wurde. Joseph hingegen interessierte sich schon früh für die Kunst und malte 1870 sein erstes Bild. Trotz einer kurzen Ausbildung an der Akademie für Malerei und Zeichnen in den Jahren 1878–1879 blieb er dort nur acht Tage und wandte sich bald von der traditionellen Ausbildung ab.
Delattre malte lieber im Freien und lehnte den offiziellen Kunstunterricht ab. Er wurde Mitglied des Salon municipal de Rouen und erhielt positive Kritiken. Trotz der Schwierigkeiten, seine Werke zu verkaufen, zog er nach Paris, kehrte aber bald nach Déville zurück, um sich von einer Lungenentzündung zu erholen.
1886 verteidigte Delattre seinen Freund Charles Angrand vehement gegen Kritik und stellte im folgenden Jahr selbst aus. Anfang 1888 unterstützte er in einem offenen Brief die impressionistische Malweise Claude Monets und den Neoimpressionismus. Auf Anregung Angrands stellte er im selben Jahr sieben Bilder im Salon des Artistes Indépendants aus.

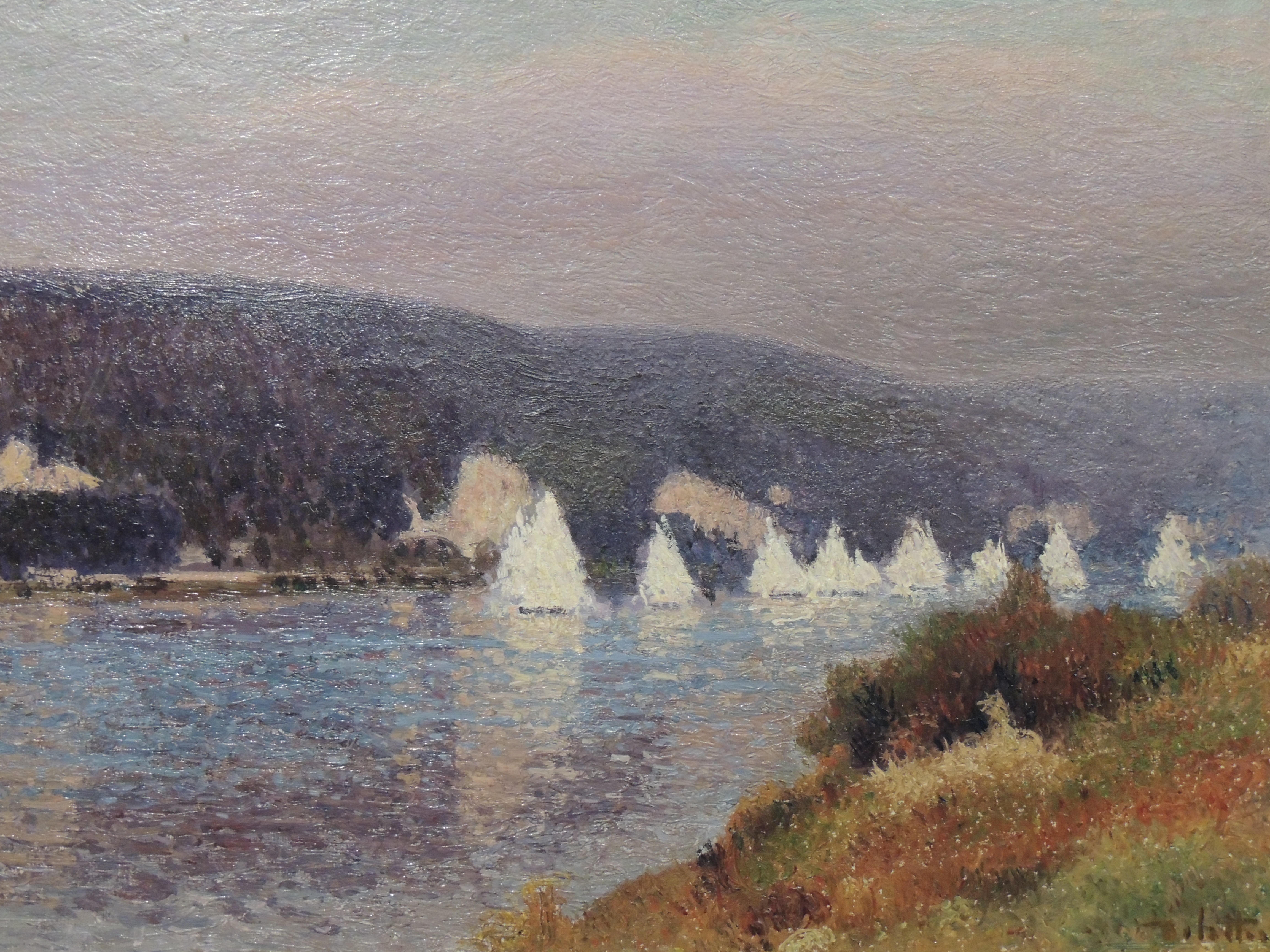
Die Regatta auf der Seine

Joseph Delattre Werk litt oft unter Selbstzweifeln. Er wandte sich teilweise vom Divisionismus ab und kämpfte mit finanziellen Schwierigkeiten. Unterstützt von Freunden wie Jérôme Doucet und Sammlern wie François Depeaux konnteer seine künstlerische Tätigkeit dennoch fortsetzen. In den 1890er Jahren zog er mit seiner wachsenden Familie nach Paris und Rouen und hatte wichtige Ausstellungen, unter anderem bei Durand-Ruel in Paris. 1902 ließ er sich in Petit-Couronne nieder und setzte seine Arbeit fort. Trotz gesundheitlicher und finanzieller Probleme blieb er in der Kunstszene aktiv.
Joseph Delattre starb am 6. August 1912 und hinterließ ein umfangreiches Werk, das sowohl Landschaften als auch Porträts umfasst.